# Otto III von Tecklenburg
Otto III von Tecklenburg (ur. ok. 1250 w Tecklenburg, zm. w 1285 w Ibbenbüren) – hrabia Tecklenburg, świecki administrator diecezji Munster, syn hrabiego Ottona II i Heilwigi.
W 1277 poślubił Ryszardę z Marku. Mieli jednego syna – Ottona. Dwa lata później został hrabią Tecklenburga. W 1282 musiał z powodu dużego zadłużenia oddać biskupstwu Osnabrücka w zastaw zamek rodowy Tecklenburg i przenieść się do Ibbenbüren. Zmarł tam w 1285.